# Юхимович, Семён Петрович
Семён Петрович Юхимович (1900—1975) — начальник Управления НКВД по Одесской области, генерал-майор (1945).

## Биография
Родился в семье крестьянина-бедняка. Окончил второклассное министерское училище в местечке Теофиполь, педагогический техникум в городе Полонное, один курс комвуза имени товарища Артёма в Харькове, по специальности учитель. Трудовую деятельность начал с 1913, был учеником в сапожной мастерской, письмоносцем почтового отделения, крестьянствовал.
Член ВКП(б). В органах госбезопасности с 1920, сотрудник по борьбе с бандитизмом районного политбюро в местечке Теофиполь, городе Староконстантинов, городе Полонное с декабря 1920 до марта 1923. С декабря 1926 года член ВКП(б). Уполномоченный контрразведывательного отделения окружного погранотряда ОГПУ Шепетовского округа УССР до января 1930, старший уполномоченный контрразведывательного отдела ОГПУ города Запорожье до июня 1932, заместитель начальника отделения, начальник отделения контрразведывательного отдела областного Управления НКВД Днепропетровска до декабря 1936, заместитель начальника Особого отдела Московской воздушной армии с января 1937 до ноября 1939, заместитель начальника отдела НКВД СССР, до мая 1944. Также с 1942 до 15 мая 1943 — начальник VI-го отдела Управления особых отделов НКВД СССР. Начальник областного Управления НКВД Одессы до июня 1946.
13 марта 1946 был назначен начальником управления строительства автомобильной дороги Минск — Барановичи — Брест ГУШОСДОР, с 15 января 1949 по 5 июня 1950 года начальником Севводстроя Главного управления лагерей железнодорожного строительства (ГУЛЖДС) (железнодорожные пути на Северной водопроводной станции Москвы; лагерь при этой стройке именовался Марковским ИТЛ) станция Долгопрудная Московской, освобождён от должности «как не справившийся с работой»; после этого в распоряжении управления кадров МВД СССР; а 12 февраля 1951 года назначен начальником управления исправительно-трудовых лагерей строительства № 352, начальником строительства № 442 (станция Обнино Калужской области — нынешний Обнинск). В 1953 назначен начальником городского отдела МВД Орска Чкаловской области, в 1954—1956 уполномоченный Управления КГБ при Совете Министров СССР по Чкаловской области. В 1956 был уволен по болезни в запас КГБ при СМ СССР. Проживал в Москве. 15 июня 1957 года «за нарушение социалистической законности при ведении следствия и фальсификацию следственных дел» лишён звания генерал-майора Постановлением Совета Министров СССР № 681—333. В 1957 году исключён из КПСС. Умер 30 сентября 1975 года, похоронен на Введенском кладбище Москвы.

## Звания
- старший лейтенант государственной безопасности;
- майор государственной безопасности;
- полковник государственной безопасности;
- комиссар государственной безопасности, 15.05.1943;
- генерал-майор, 09.07.1945.[4]
- лишён звания в 1957 году[2].

## Награды
- орден «Знак Почёта» (в связи с XX годовщиной Рабоче-Крестьянской Красной Армии и Военно-Морского Флота, за выдающиеся успехи и достижения в боевой, политической и технической подготовке частей и подразделений Рабоче-Крестьянской Красной Армии), 22.02.1938;
- орден Кутузова II-й степени, 08.03.1944. Награждён за выселение карачаевцев, калмыков, чеченцев и ингушей. Награждение отменено Указом Президиума Верховного Совета от 4 апреля 1962[5].
- 2 ордена Красного Знамени;
- орден Отечественной войны I степени;
- 5 медалей.